# Baby Done
Baby Done (auch in der Schreibweise Baby, Done) ist eine Filmkomödie von Curtis Vowell, die am 22. Oktober 2020 in die australischen Kinos kam.

## Handlung
Zoe ist eine begeisterte Baumpflegerin und betreibt gemeinsam mit ihrem langjährigen Freund Tim ein eigenes Geschäft. Ihre Freunde haben mittlerweile alle geheiratet, und die Junggesellenabschiede gehen fast nahtlos in die Babypartys über. Zoe findet es gut, dass Tim kein Familienmensch ist, sondern ein Abenteurer wie sie selbst.
Als sie bei einem Besuch im Krankenhaus erfährt, dass sie schwanger ist und nicht etwa wie gehofft einen Bandwurm hat, wird Zoes Welt auf den Kopf gestellt. Zunächst versucht sie, ihre Schwangerschaft vor allen zu verbergen, einschließlich vor Tim. Sie gerät in Panik und versucht, all ihre Träume noch schnell zu verwirklichen, bevor sie Mutter wird. Tim hingegen freundet sich schnell mit dem Gedanken an, Vater zu werden, als er von der Schwangerschaft erfährt, doch die Beziehung der beiden ist hierdurch nicht gerade einfacher geworden. Er ist von Zoes gefährlichen Vorhaben entsetzt, besonders von dem geplanten Bungee-Jumping. Bald erkennt aber auch Zoe, dass sie in ihrem Zustand nicht mehr alles tun kann, wie zuvor, und wohl auch ihren Traum von der Teilnahme an der bevorstehenden Baumkletter-Weltmeisterschaften in Kanada aufgeben muss.

## Produktion
Regie führte Curtis Vowell, während seine Ehefrau Sophie Henderson, wie bereits bei seinem letzten Film Fantail, das Drehbuch schrieb. „Baby Done“, die zwei Wörter, aus denen der Filmtitel besteht, fallen im Film während einer Babyparty, bei der Zoe, umgeben von Babys, jungen Eltern und Schwangeren deren Lebensläufe zusammenfasst mit „Married, house, baby, done.“ („Verheiratet, Haus, Baby, fertig.“)
Rose Matafeo übernahm die Rolle von Zoe, Matthew Lewis spielt ihren langjährigen Freund Tim.
Der Film kam am 22. Oktober 2020 in die australischen Kinos. Im November 2020 sind Vorstellungen beim Hawaii International Film Festival geplant, wo er seine internationale Premiere feiert.

## Rezeption
Der Film konnte bislang 93 Prozent der bei Rotten Tomatoes aufgeführten Kritiker überzeugen.